# Cuballing
Cuballing är en ort i Australien. Den ligger i kommunen Cuballing och delstaten Western Australia, omkring 160 kilometer sydost om delstatshuvudstaden Perth.
Trakten runt Cuballing är nära nog obefolkad, med mindre än två invånare per kvadratkilometer.. Närmaste större samhälle är Narrogin, omkring 13 kilometer söder om Cuballing.
Trakten runt Cuballing består till största delen av jordbruksmark. Genomsnittlig årsnederbörd är 502 millimeter. Den regnigaste månaden är september, med i genomsnitt 86 mm nederbörd, och den torraste är februari, med 9 mm nederbörd.